# Свистухинська ГЕС
Свистухинська ГЕС — ГЕС на 12-му км Невинномиського каналу, у сел. Свистуха Кочубеївського району Ставропольського краю. ГЕС почали будувати ще до Німецько-радянської війни; при підході німецьких військ турбіни й генератори були вивезені з будівництва, законсервовані й закопані в степу. Будівництво було відновлено у 1943 році, гідроагрегати першої черги були пущені 10 серпня 1948, у 1952 ГЕС була пущена на повну потужність. ГЕС побудована за дериваційним типом, працює на стоці Невинномиського каналу (режим роботи — базовий по водотоку), гребель, водосховищ і басейнів добового регулювання не має. Входить до складу групи Барсучківських ГЕС каскаду Кубанських ГЕС.
Склад споруд ГЕС:
- водоприймач;
- два металевих напірних водогони;
- два зрівняльних резервуари баштового типу;
- чотири металеві турбінних водогони;
- будівля ГЕС;
- відвідний канал;
- старий холостий водоскид;
- новий холостий водоскид;
- ВРП 110 кВ.

Потужність ГЕС — 11,8 МВт, середньорічне вироблення — 55,9 млн кВт·год. У будівлі ГЕС встановлено 4 вертикальних гідроагрегати з пропелерними турбінами, працюючими при розрахунковому напорі 22 м: 2 турбіни типу ПРЗ0-В-160 (діаметр робочого колеса 1,6 м) і 2 турбіни типу ПРЗ0-В-180 (діаметр робочого колеса 1,8 м). Турбіни приводять в дію два гідрогенератори 2хСВ-325/39-18УХЛ4 потужністю по 3,5 МВт та два гідрогенератора СВ-260/49-16УХЛ4 потужністю по 2,5 МВт. Турбіни вироблені на харківському заводі «Турбоатом», генератори в розташованому в Санкт-Петербурзі Відділі електроенергетичних проблем РАН. Спочатку на станції були встановлені турбіни й генератори шведського виробництва (фірми KMW і ASEA). Видача електроенергії в енергосистему здійснюється з ВРП 110 кВ, виконане за схемою секціонування систем шин, із двома лініями 110 кВ, 4 масляних вимикачі ВМТ-110Б. Власник станції — ВАТ «РусГідро», Свистухинська ГЕС організаційно входить до складу її філії «Каскад Кубанських ГЕС».
Устаткування ГЕС поступово замінюється і модернізується, зокрема у 1992—1994 роках були замінені гідротурбіни, у 1994—1998 роках — гідрогенератори. 24 грудня 2004 року був введений в дію новий холостий водоскид. Пропускна здатність старого не відповідала пропускної спроможності Невиномиського каналу після розширення, проведеного у 1994 році, що призвело до того, що в червні 2002 року, під час повені, старий водоскид не витримав: вода пішла через нього, і затопила сільськогосподарські угіддя, завдавши тим самим великої шкоди. Планується заміна дискових затворів і трансформаторів.

## Ресурси Інтернету
- Свистухинська ГЕС на офиіційному сайті ВАТ «РусГідро». Архів оригіналу за 26.04.2012. Процитовано 01.01.2011.(рос.)
- Опис Свистухинської ГЕС. Архів оригіналу за 26.04.2012. Процитовано 01.01.2011.(рос.)